# Літинська діброва
Лі́тинська дібро́ва — ботанічна пам'ятка природи місцевого значення, об'єкт природно-заповідного фнду України. 
Розташована на території Соснівської сільської ради Літинського району Вінницької області (Літинське лісництво, кв. 52, виділ 1) поблизу с. Вишенька.
Оголошена відповідно до Рішення Вінницького облвиконкому від 29.08.1984 р. № 371. Плща - 4,3 га, перебуває у користуванні ДП «Хмільницький лісгосп». 
Охороняється високопродуктивне еталонне штучне насадження дуба звичайного віком близько 100 років.

## Галерея

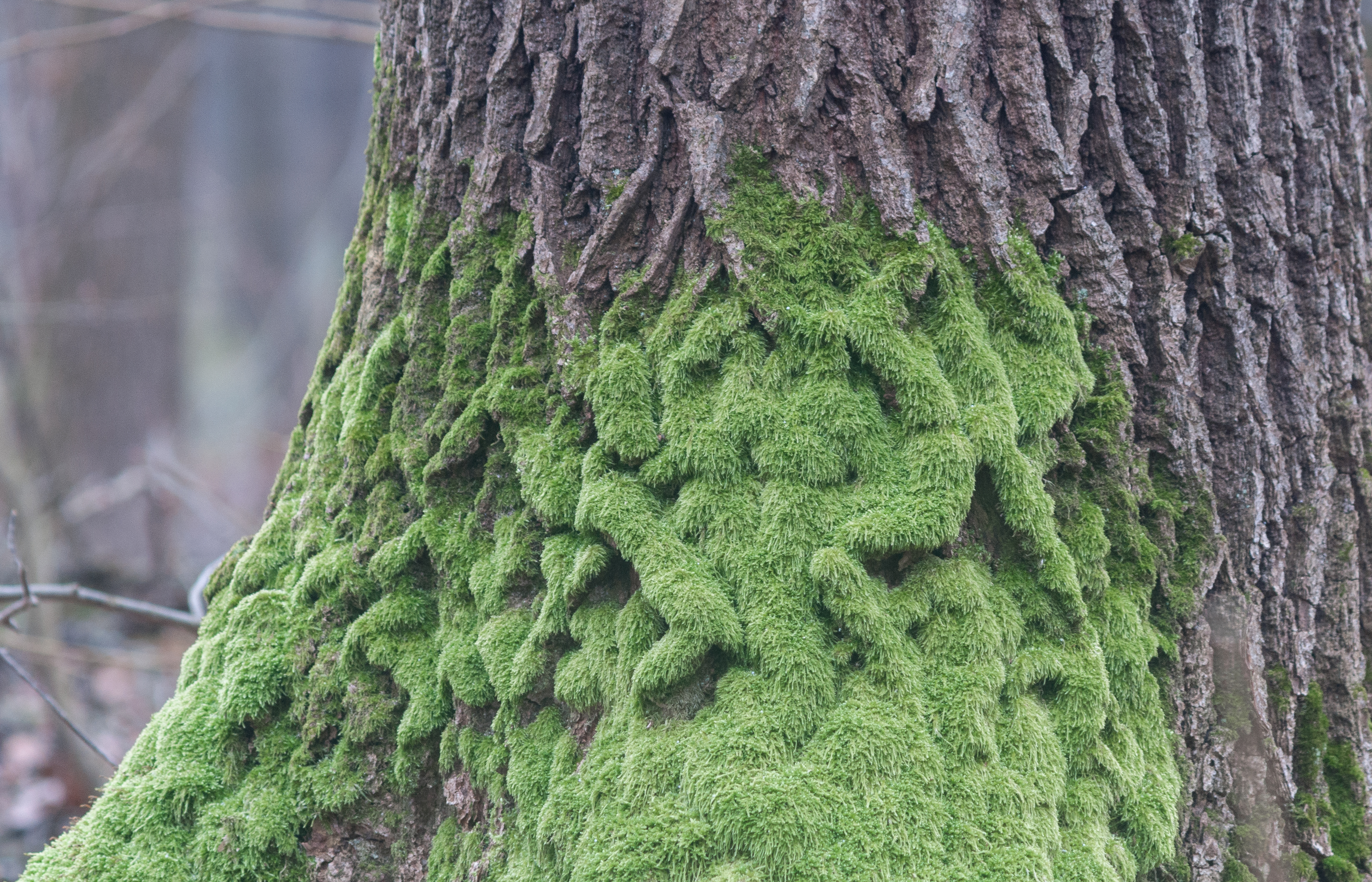
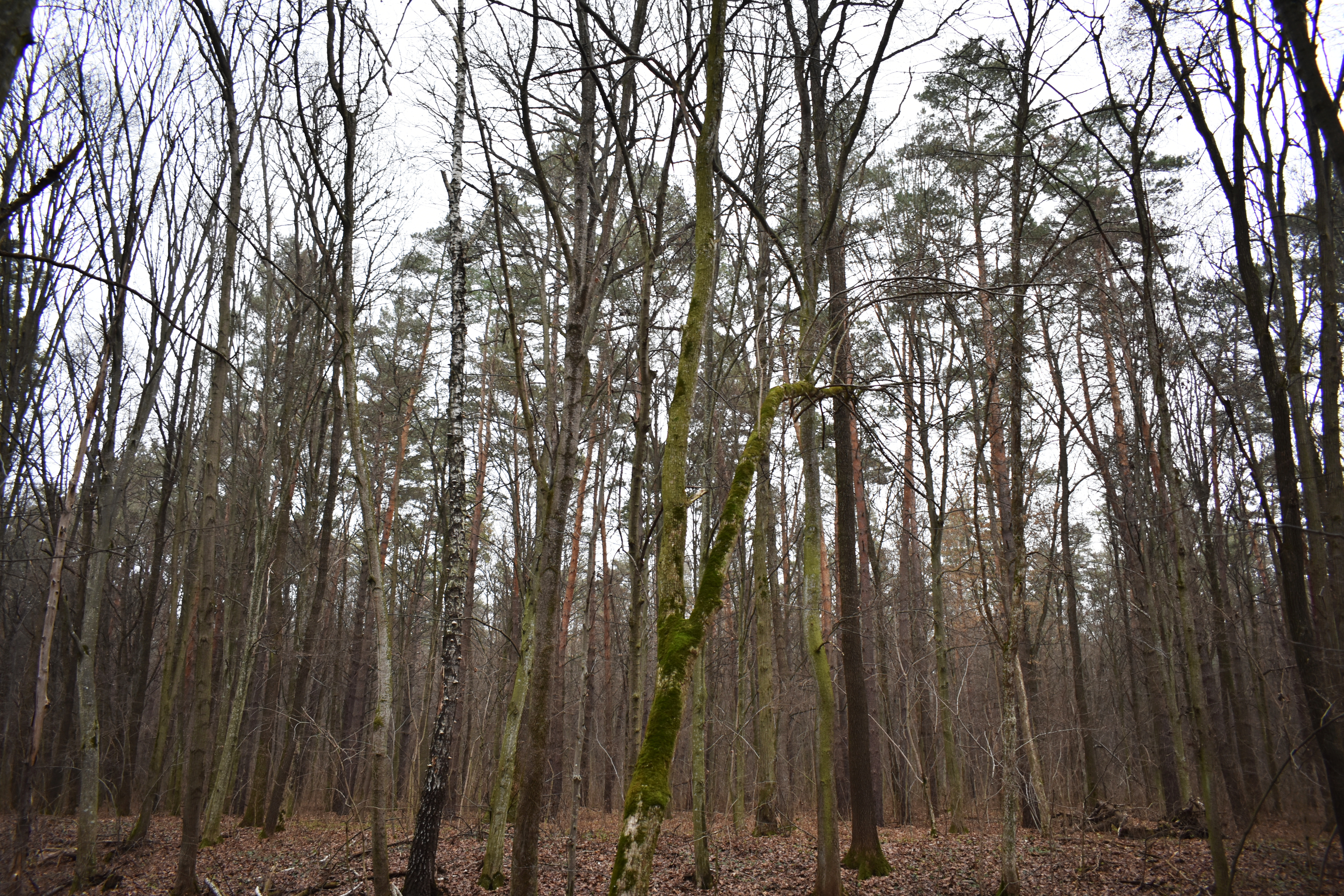
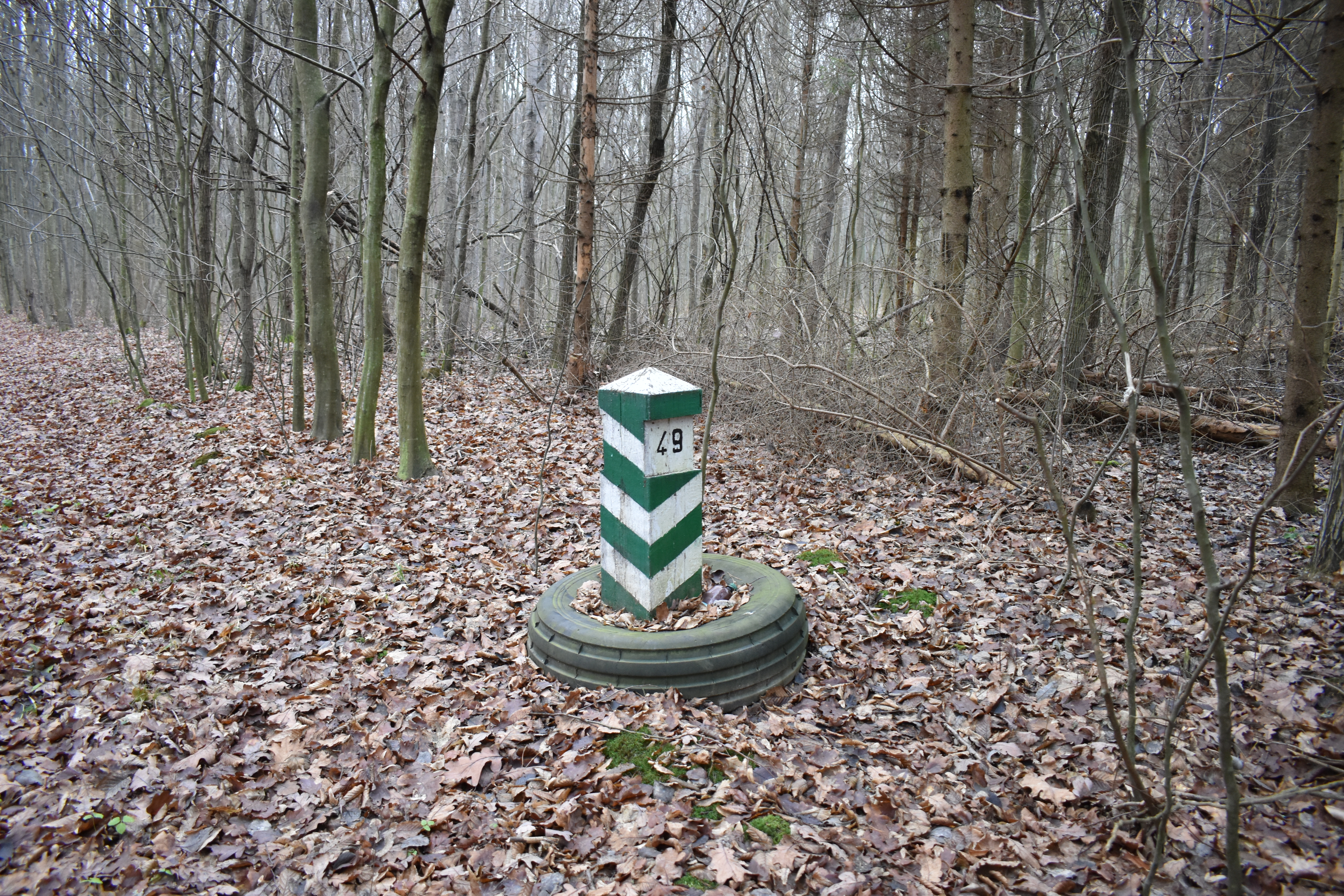
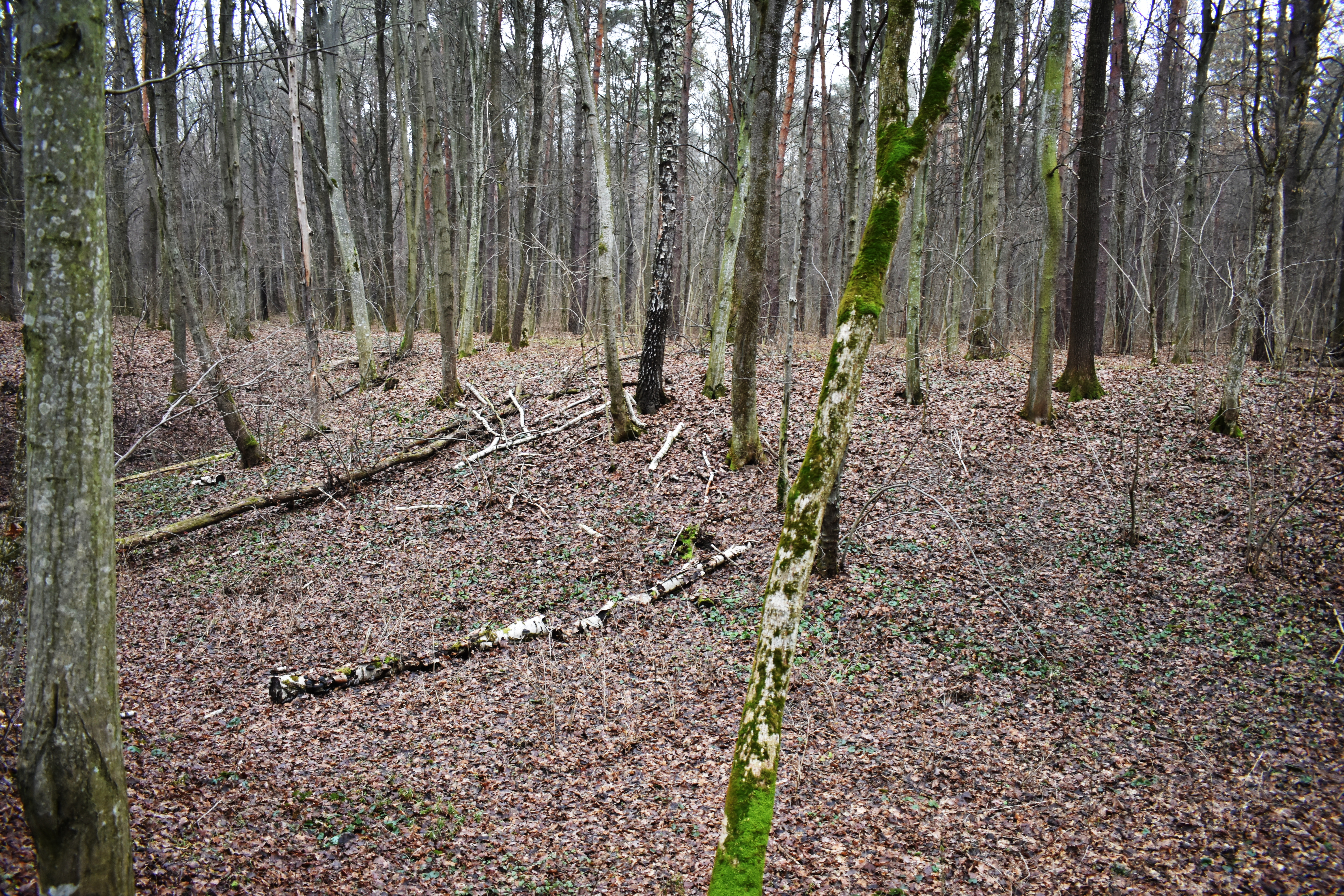
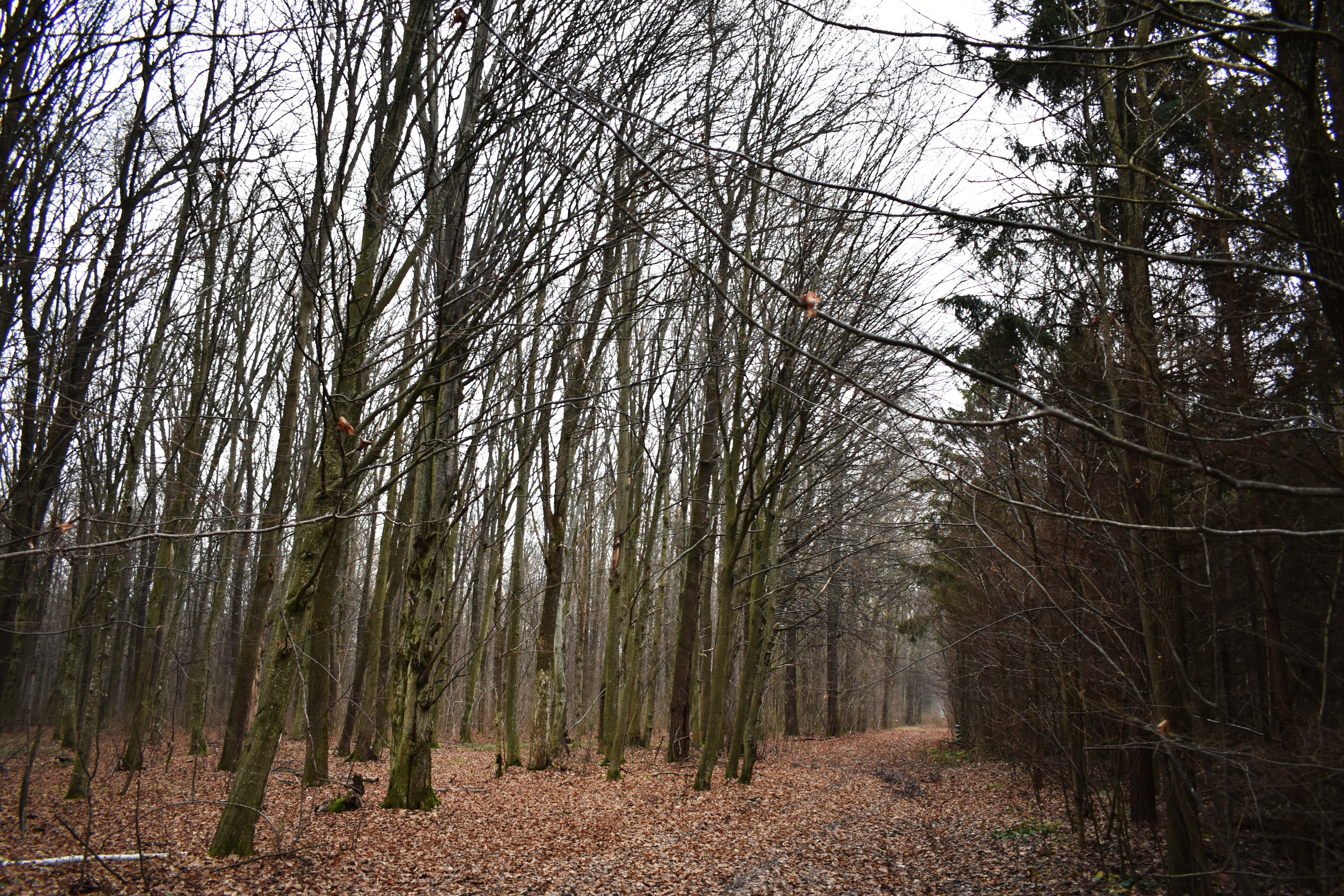